# Incident du récif Whitsun
Le 22 mars 2021, un incident diplomatique a éclaté après que les Philippines ont déposé une protestation diplomatique contre la Chine en raison de la présence de plus de 200 navires de pêche chinois sur le récif Whitsun dès le 7 mars 2021,,. Le récif fait partie des îles Spratleys contestées en mer de Chine méridionale.

## Historique
La présence chinoise sur le récif Whitsun a provoqué des tensions, les Philippines affirmant que les navires font partie d'une milice et que l'amarrage des navires au récif est un prélude à une prise de contrôle chinoise de l'élément maritime. La Chine a nié ces allégations, affirmant que les navires cherchaient refuge sur le récif en raison de conditions météorologiques difficiles. Les deux pays revendiquent leur souveraineté sur le récif Whitsun, tout comme le Viêt Nam qui a déposé sa propre protestation contre la présence chinoise dans le récif.
Au fil du temps, la présence chinoise dans le récif Whitsun a diminué. Cependant, la dispersion des navires vers d'autres parties des îles Spratleys a prolongé les tensions diplomatiques.

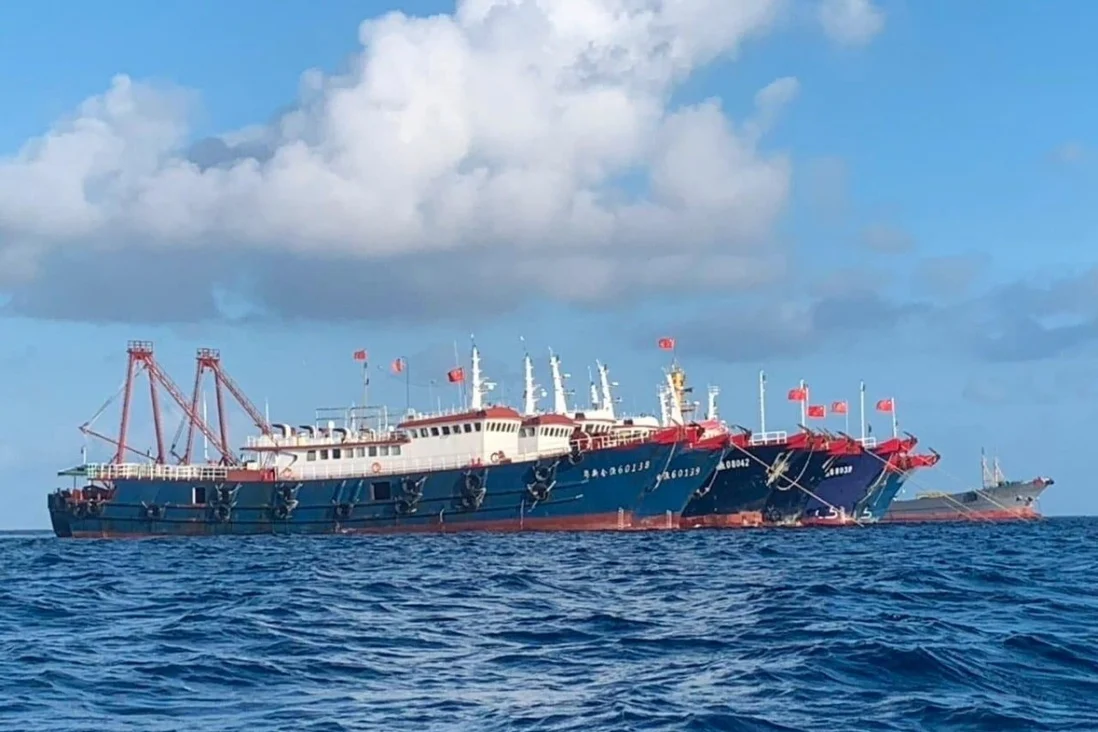
Navires de la marine chinoise amarrés au récif de Whitsun
Présence de navires à Whitsun du 7 février au 3 avril 2021